# 透明な女の子
「透明な女の子」（とうめいなおんなのこ）は、花澤香菜の楽曲。 山崎ゆかりが作詞・作曲を手掛けた。花澤の9枚目のシングルとして2016年2月24日にアニプレックスから発売された。
本作は空気公団の山崎ゆかりが楽曲提供に加え全てのクリエイティブディレクションを担当。アートワーク、ミュージックビデオまでトータルプロデュースしている。そのため花澤は空気公団そのものが演奏者の中に自分が入る「花澤香菜バンド」と呼称している。山崎がプロデュースを手掛けることは花澤が次にタッグを組むミュージシャンを考えていた矢先に知らされたという。この他「パン屋と本屋」に栗コーダーカルテットを参加させたり、「雨降りしき」に上野耕路をストリングスレンジに起用することも行ったという。

## 音楽性
本曲は、7thシングル「こきゅうとす」以来となるノンタイアップシングルで、人間の強さや弱さを歌った背中を押す内容になっている。
制作に際しては、花澤の愛読小説からのキーワードを山崎に渡し、それを基に山崎がデモを2週間かけて3曲分作り、その後花澤がデモを聴き、ゴーサインを出したという。一方レコーディングおよびキー合わせは山崎立ち合いの下で行われたが、その際山崎はテイクを最小限にすることを目指していたという。
MVは、「透明な女の子」を表す金髪の花澤と、茶髪がかった「弱い自分」を表す花澤とで構成されており、初回限定盤と通常盤のジャケットにもそれぞれ採用されている。ちなみに制作を手掛けた山崎は、髪の色や絵コンテなどを自身で考えたという。制作者が監督を兼ねることは「こきゅうとす」でも行われたが、同作が花澤に内容を知らせない予備知識がない状態で行わせたのに対し、今作では絵コンテの内容を反映しているという。

## シングルリリース
2016年2月24日にアニプレックスから発売された。花澤のシングルとしては前作「君がいなくちゃだめなんだ」から約1年ぶりのリリースとなる。
販売形態は初回生産限定盤（SVWC-70138）・通常盤（SVWC-70140）の2種リリースで、初回限定盤には本曲のMVを収録したDVDが同梱されている。
2曲目「パン屋と本屋」は、花澤がパン好きであることを膨らませて完成させた男の子の気持ちを歌った曲のため、一人称を「僕」にしたという。演奏には栗コーダーカルテットが参加している。
3曲目「雨降りしき」は、童話を彷彿とさせるしっとした曲。

## シングル収録内容
| 全作詞・作曲: 山崎ゆかり、全編曲: 窪田渡（ベーシックアレンジ）。 |                                                |            |            |      |
| #                                                                | タイトル                                       | 作詞       | 作曲・編曲 | 時間 |
| 1.                                                               | 「透明な女の子」                               | 山崎ゆかり | 山崎ゆかり | 4:20 |
| 2.                                                               | 「パン屋と本屋」                               | 山崎ゆかり | 山崎ゆかり | 3:18 |
| 3.                                                               | 「雨降りしき」(ストリングスアレンジ：上野耕路) | 山崎ゆかり | 山崎ゆかり | 3:13 |
| 4.                                                               | 「透明な女の子（Instrumental）」               | 山崎ゆかり | 山崎ゆかり | 4:20 |
| 合計時間:                                                        | 合計時間:                                      | 15:11      |            |      |

| #  | タイトル                      | 作詞 | 作曲・編曲 |
| -- | ----------------------------- | ---- | ---------- |
| 1. | 「透明な女の子」(Music Video) |      |            |

## チャート
| チャート（2016年）                | 最高位 |
| --------------------------------- | ------ |
| オリコン                          | 20     |
| Billboard Japan Hot 100           | 87     |
| Billboard Japan Hot Animation     | 19     |
| Billboard Japan Hot Singles Sales | 21     |